# قائمة شخصيات قبضة نجم الشمال

شخصيات قبضة نجم الشمال في الكتاب المصور (قبضة نجم الشمال).

شخصيات قبضة نجم الشمال أو هوكتو نوكين (باليابانية:北斗の拳の登場人物一覧)، هي شخصيات خيالية من سلسلة المانغا والأنمي الشهيرة قبضة نجم الشمال، والتي أنتجتها شركة توي اليابانية من عام 1984 إلى عام 1987م.

## هوكتو شين كين
قبضة هوكتو شين كين تؤدي لانفجار الجسد:
- كينشيرو (ケンシロウ)

أداء صوتي: أكيرا كاميا (اليابانية)، رأفت بازو (العربية)
هو الشخصية الرئيسة والمقاتل المعروف بـ «قبضة نجم الشمال»، ويختصر الاسم بـ«كين»، وهو الوريث الشرعي لقبضة هوكتو شين كين (HOKUTO SHINKEN) التي تسلمها من معلمه ريوكين، ويعد الوريث 64 لهذه التقنية القتالية وأقوى ضربة سرية هي موساو تينساي (Musou Tensei)، والشئ المميز فيه أنه خلال ترحاله صار مألوفا بين الناس بسبب العلامات السبع في صدره.
- راو (ラオウ)

أداء صوتي: كينجي أوتسومي (اليابانية)، محمد مصطفى (العربية)
وهو الأخ الأكبر لكينشيرو، وهو طويل القامة وضخم الجثة، وهو يرغب بالسيطرة على العالم بالقوة، ويهدد بقتل المتخاصمين ففشل أن يكون الوصي لقبضة نجم الشمال رغم استعراض قوته بسبب غروره وتهديده بالسيطرة على الأرض منذ أن كان صغيراً وهذه تعتبر مخالفة لنظام هوكتو نوكين، ونجح في قتل معلمه ريوكين بطريقة وحشية بسبب رفض ريوكين تسليم الوصية الشرعية لقبضة نجم الشمال لراو بسبب غطرسته وحبه للسيطرة على العالم وإستعباد الناس، وكما كان يحلم بالعودة إلى وطنه الأم الذي شرد منه مع اخوته وهو صغير في السن، إلا أنه سمى نفسه كين أوه (KEN OH) والتي تعني «سيد القبضة والقوة»، وكون جيشاً هائلا لا يقهر.
- توكي (トキ)

أداء صوتي: تاكايا هاشي (اليابانية)، مروان فرحات (العربية)
وهو مالك الوصية الشرعية من معلمه ريوكين، وهو ثاني أخوة كينشيرو، وبسبب آثار القنبلة الذرية وتأثيرها السلبي على الغبار النووي، يجبر على تسليم وصية فن نجم الشمال لكينشيرو بأمر من المعلم ريوكين، مما أثار غضب الأخوة كل من جاچي «الأخ الأصغر بالتبني» وراو «أخوه الأكبر بالتبني» واعتراضهما على قرار ريوكين، وكان توكي تعرض للمرض بسبب التأثير القوي للأشعة النووية وكما عرف عنه مساعدته للناس واستعمال اسلوبه لشفاء الأمراض واستعادة قوة كبار السن وعلاج الجرحى إلا أنه لم يستطع معالجة نفسه.
- جاغي (ジャギ)

أداء صوتي: كوجي توتاني (اليابانية)، محمد خير أبو حسون (العربية)
الأخ الكبير الثالث لكينشيرو، وأحد الأبناء المتبنين للمعلم ريوكين، ويعد الأضعف والأسوأ بين الأخوة، يجيد فن أسلوب هوكتو شين كين، وكان جاچي اعترض على قرار المعلم ريوكين بسبب تسليم الوصية من توكي إلى كينشيرو، وحرض جاچي أخوه الأكبر راو على قتل كينشيرو وتسبب في أزمة بينه وبين أخيه كينشيرو بعد أخذ حبيبته جوليا من قبل الملك شين، وبرغم تحسين اسلوبه الوحيد "هوكتو شين كين، فإنه يجيد سلاح الغدر ومحاولته لتشويه سمعة كينشيرو، ولا يملك الطموح ويحمل السلاح الناري بغرض قتل كينشيرو لكي يستلم الوصية، وكذلك استخدم العلامات السبع ليوهم الناس أنه كينشيرو، وهو يلبس القناع ويقود الدراجة النارية، وكان كينشيرو قد شوه وجه جاچي خلال التدريب المنفرد، وكما كان جاچي سيئ الخلق، فكان يظهر السلاح أمام الناس ويتحرش بالنساء ويجيد البصق والاستهانة بالأخرين.
- ريوكين (リュウケン)

أداء صوتي: جونجي تشيبا (اليابانية)، مروان فرحات (العربية)
وهو المعلم الذي درب الإخوة الأربعة: كينشيرو و راو و توكي و جاچي ، وهو الوريث 63 لأسلوب هوكتو شين كين، وقتل على يد تلميذه راو بسبب اعتراضه على تسليم الوصية لأخيه كينشيرو.
- كوريو (コウリュウ)

أداء صوتي: هيديكاتسو شيباتا
كوريو شخصية غامضة، فقد تعلم كوريو أسلوب هوكتو شين كين مع ريوكين، وكان منافسا له، إلا أنه عاش حياة زاهدة في الجبال، ولم يكن كوريو أفضل اداء قتاليا من منافسه ريوكين، فقتل بضربة قاضية ومروعة على يد الملك راو «شقيق كينشيرو بالتبني».

## نانتو سيكين
قبضة نانتو سيكين تؤدي لتمزيق الجسد إرباً إربا وأهم شخصياتها:
- شين (シン)

أداء صوتي: توشيو فوروكاوا (اليابانية)، مروان فرحات (العربية)
الملك الأول في الجزء الأول من مسلسل سيف النار، وهو صاحب قبضة نانتو سيكين، ويعتمد على أسلوب الخدش وقتل خصومه بإصبع واحد، وكان صديقاً سابقاً لكينشيرو، وبعد تحريض أخيه جاچي على قتل كينشيرو بسبب جوليا وقصة الحب، أصيب شين بالغضب وفاز بالرهان على كينشيرو وعذبه وأدخل أصبعه في جسده، وقرر كينشيرو مقابلة شين لاسترجاع حبيبته جوليا في القصر الكبير، وظهر شين في (الفصل الأول) من مسلسل هوكتو نو كين.
- راي (レイ)

أداء صوتي: كانيتو شيوزاوا (اليابانية)، عادل أبو حسون (العربية)
صاحب قبضة نجم الجنوب ولقبه طائر البجع، وهو صديق لكنشيرو (ظهر في الفصل الثاني من المسلسل)، تتعرض اخته لاختطاف من قبل جاچی وهي عمياء (قبل أن تبصر على يد كينشيرو) وهو يسعى لإسترجاع اخته من المجرمين، فظن أن كينشيرو هو السبب في مقتل والديه واختطاف اخته، وذلك بسبب الاسلوب الخداعي الذي استخدمه جاچي، تعرض لضربة في بطنه من قبضة راو مما يجعله غير قادر على الحركة أحياناً ويمهله 3 أيام للوفاة ويقابل خصمه الحالي وزميله القديم يودا.
- يودا (ユダ)

أداء صوتي: بين شيمادا (اليابانية)، مروان فرحات (العربية)
مقاتل بارع من نانتو سيكين، وهو النجم الساحر ويهتم بمظهره، وهو مجنون بالنساء، فيخطف النساء الجميلات ومنهن مايامي، وقبل أن يتخلص من أي امرأة يقوم برميها عند المجرمين الشواذ فيستمتعون بها ويضربونها، وكان يودا يملئ قلبه حقداً على زميله راي، لأن راي يجيد قفزة طائر البجع.
- شو (シュウ)

أداء صوتي: كاتسوجي موري
شو وهو شخصية مهمة من نانتو سيكين، فقد ضحى لكينشيرو ببصره بسبب أن كينشيرو وهو في صغره لم ينجح في هزيمة 10 مقاتلين، وكان رفض شو لقتل كينشيرو بسبب أن كينشيرو سيكون شخصية عظيمة، وهو يدافع عن الأطفال ويريد أن ينهي حلم غرور زميله السابق في المدرسة ساوثر.
- ساوثر (サウザー)

أداء صوتي: بانجو غينغا
خصم عنيد لبطل المسلسل كينشيرو، وهو يجبر الأطفال الصغار لبناء أكبر هرم في العالم بالإكراه، ولا يملك في قلبه رحمة، بل إن موقع قلبه يكون في الجهة اليسرى، وقد تسبب ساوثر في قتل معلمه من غير قصد إلا أنه أصيب بالجنون حتى تحول إلى شخص لا يشعر بالرحمة، وهو من أجبر خصمه شو بحمل رأس الهرم إلى الأعلى.
- يوليا (ユリア)

أداء صوتي: يوريكو ياماموتو (اليابانية)، أنجي اليوسف (العربية)
هي حبيبة كنشيرو، تعرضت للاستفزاز من قبل شين، وذلك من خلال محاولة الملك شين قتل حبيبها كنشيرو، كانت تحلم يوليا بأن يكون العالم أكثر استقراراً وسلاماً.

## نانتو غوشاسي
- هوي (風のヒューイ)

هوي هو قائد لواء الرياح، الذي يستخدم أسلوب القتال الذي يستخدم ضغط الهواء لتقطيع الأعداء. هوي هو أول عضو في غوشاسي يتحدى راو ويتم هزيمته على الفور.
- شورين (炎のシュレン)

شورين هو قائد فيلق الإطفاء ويستخدم اسلوب "قبضة اللهب العاطفية بخمس عربات"، مما يسمح له بابتلاع جسده في النيران. حسب الرغبة باستخدام الفسفور الأبيض. بعد وفاة هوي، يتعهد شورين بالانتقام لموت "أخيه النجم" عن طريق إشعال النار في قلعته. يتحدى شورين ويحاول التضحية بنفسه لهزيمة راو، الأمر الذي يثبت عدم فعاليته.
- جوزا (雲のジュウザ)

جوزا هو منافس الطفولة لراو ومعجزة الفنون القتالية التي تستخدم فنون الدفاع عن النفس التي تناسب شخصيته المفعمة بالحيوية. كان جوزا، صديق الطفولة ليوريا، يحب يوريا بشدة، لكن أحلامه بمثل هذه العلاقة تحطمت عندما علم أنه في الواقع الأخ غير الشقيق الأكبر ليوريا (الذي ولد من علاقة خارج نطاق الزواج). بعد ذلك، بدأ جوزا يعيش حياة خالية من الرعاية من الاختلاط وتجول في الأرض وهو يقاتل المعارضين بمفرده، غير مبال بقضية غوشاسي الأخرى حتى يعرف الهوية الحقيقية لجنرال نانتو الأخير. يتحدى جوزا راو في قتال ويتمكن من إيقافه لفترة من خلال سرقة جواده، كوكوه، لكنه هُزم في النهاية في واحدة من أكثر معارك راو قسوة. صرح جوزا أثناء القتال أن جسده يتحرك "بالإرادة وحدها" وهذا صحيح. على الرغم من أنه قُتل على يد راو، إلا أن جسده الهامد يسحب نفسه إلى وضع مستقيم ويتمكن من جرح راو بلكمة واحدة قبل أن يسقط بضربة نهائية. بالتواضع من شجاعة جوزا، أمر راو رجاله بدفن جوزا باحترام.
- فودو (山のフドウ)
- ريهاكو (海のリハク)

## غينتو كوكين
- فالكو (ファルコ)
- سوليا (ソリア)
- شوكي (ショウキ)

## هوكتو ريوكن
- كايهو (カイオウ)
- هيو (ヒョウ)
- هان (ハン)
- شاتشي (シャチ)
- جوكي (ジュウケイ)

## شخصيات رئيسية اخرى
- بات (バット)

أداء صوتي: ايكيريوساي تيو (كطفل)، كييتشي نانبا (كبالغ) (اليابانية)، بثينة شيا (العربية)
فتى اخترع السيارة وصديق لكنشيرو، في الجزء الثاني أصبح شاباً قوياً.
- لين (リン)

أداء صوتي: توميكو سوزوكي (كطفلة)، مينا توميناغا (كبالغة) (اليابانية)، رغدة الخطيب (العربية)
فتاة صغيرة، مات والديها واخيها الأكبر على يد المجرمين، يتيمة وتزرع الحب دموعها تنزل من عينيها وتحب ان ترى الزهور.
- ماميا (マミヤ)
- آيري (アイリ)
- ريوغا (リュウガ)
- آين (アイン)

### أخوة هارن
- بوز (バズ) و غيل (ギル)
- لوي (ルイ)

### اكاشاتشي
- اكاشاتشي (赤鯱)
- ليا (レイア)
- ريو (リュウ)
- بالغا (バルガ)

### شخصيات اخرى
- كوكوه (黒王号)
- ميسومي (ミスミ)
- تويو (トヨ)
- تاكي (タキ)
- كوه (コウ)
- شيفا (シバ)
- توه (トウ)
- ميو (ミュウ)
- اسوكا (アスカ)
- تاو (タオ)
- ساياكا (サヤカ)
- كورو ياكاشا (黒夜叉)
- ناغاتو (ナガト)
- اوهكا (オウカ)
- شومي (シュメ)
- شوكين (シュケン)
- ريوه (リュウオウ)
- اسام (アサム)
- كاي (カイ)
- بوكو (ブコウ)
- ساتورا (サトラ)
- سارا (サラ)
- لوسيل (ルセリ)
- بيل (ペル)
- ساكي (サキ)
- روك (ロック)